# Donnici rosso novello
Il Donnici rosso novello è un vino DOC la cui produzione è consentita nella provincia di Cosenza.

## Caratteristiche organolettiche
- colore: dal rosso rubino al cerasuolo
- odore: vinoso, gradevole
- sapore: pieno, asciutto, armonico

## Produzione
Provincia, stagione, volume in ettolitri
- nessun dato disponibile